# 劉泰 (成化進士)
劉泰（？—？），字世亨，順天府固安縣（今河北省廊坊市固安縣）人，民籍，明朝政治人物。

## 生平
成化十九年（1483年）癸卯科舉人。成化二十三年，登丁未科第三甲第一百九十名進士，用為山東沂水縣知縣，弘治九年（1496年）陞山西代州知州，弘治十四年（1501年）離任。

## 家族
曾祖劉文舉；祖父劉奉先；父劉信。母葛氏。